# Saint-Didier-sur-Arroux
Saint-Didier-sur-Arroux este o comună în departamentul Saône-et-Loire, Franța. În 2009 avea o populație de 245 de locuitori.

## Evoluția populației
| An        | 1975 | 1982 | 1990 | 1999 | 2006 | 2009 |
| --------- | ---- | ---- | ---- | ---- | ---- | ---- |
| Populație | 353  | 285  | 281  | 273  | 253  | 245  |